# Nitrofurani
I nitrofurani sono una classe di chemioterapici, che si comportano a basse concentrazioni come batteriostatici (da 5 a 10 µg/ml), mentre ad alte concentrazioni diventano battericidi.
L'attività batteriostatica si esplica su gram-positivi (streptococchi e stafilococchi), gram negativi come E. coli, Klebsiella, Enterobacter ed alcuni protozoi, come Trichomonas e Giardia.
Non sono di solito attivi su Proteus, Pseudomonas e germi senza parete come clamidie, micoplasmi e rickettsie.
Si dividono sostanzialmente in due classi:
1. Nitrofurani assorbiti dal tratto gastrointestinale

- nitrofurantoina
- nifurfolina
- nifuratel
- nifurtoinolo

Sono principalmente utilizzati come antisettici delle vie urinarie. 
1. Nitrofurani non assorbiti dal tratto gastrointestinale

- furazolidone
- nifuroxazide
- nifurzide

Sono principalmente utilizzati come antisettici intestinali e possono essere impiegati oltre che nelle infezioni gastro-intestinali sostenute da batteri, anche in alcune parassitosi intestinali.
Altri nitrofurani:
- furilfuramide
- nifuroxime
- nitrofurazone